# AFOL
AFOL é um acrónimo de origem anglófona que significa "Adult Fan of LEGO" (em português, "Adulto fã de LEGO"). O recurso à sigla em língua inglesa, entre os usuários de língua portuguesa, é mantido por comodidade. 
Por definição, um AFOL é um indivíduo que se dedica aos brinquedos da LEGO, encarando-o não tanto como um simples brinquedo de crianças, mas mais como um objecto coleccionável ou um meio de expressão plástica (LEGOmodelismo). Um AFOL pode ser, ou não, um membro activo duma comunidade de AFOLs, designada genericamente por LUG (LEGO User's Group). 
A expressão "Adult Fan of LEGO" foi utilizado pela primeira vez por Jeff Thompson em Junho de 1995 no grupo de discussão rec.toys.lego. No dia seguinte, Mathew Verdier criou o acrónimo da expressão no mesmo tópico. O termo foi facilmente adoptado logo em seguida pela generalidade dos utilizadores do grupo de discussão. 
Recentemente surgiram dois novos termos com significado similar, ALE (Adult LEGO Enthusiast) e AFOLB (Adult Fan of LEGO Bricks). 